# Socha Jana Husa (Dobrá Voda u Českých Budějovic)
Socha Jana Husa v obci Dobrá Voda u Českých Budějovic byla odhalena 4. července 2012.
Dílo vytvořil sochař Miroslav Švihla (* 1956), absolvent Střední odborné školy výtvarné v Praze na Hollarově náměstí a dobrovodský rodák. Socha nahradila původní sochu z roku 1923, kterou za války zničili místní dobrovodští nacisté. Je ale zcela novým dílem, nikoliv kopií původní sochy.
Socha zobrazuje Husa jako běžného člověka, plnějších tvarů, dramaticky nakloněného dopředu, s biblí netradičně v pravé ruce a levou ruku na srdci. Ve tváři má naléhavé, melancholické gesto a oči hledí nad diváka v dál. Materiál sochy je pískovec, přivezený z Ostroměře u Hořic v Podkrkonoší. Ke zpracování sochy byl použit špičák, pneumatické kladivo a úhlová bruska.
Na piedestalu je Husův citát: „Běda mně, budu-li mlčeti! Neboť lépe mi jest zemříti, nežli se nestavěti proti veliké špatnosti, jež by mne učinila účastníkem viny a pekla.“